# Mézières-en-Santerre
Mézières-en-Santerre település Franciaországban, Somme megyében. Lakosainak száma 527 fő (2022. január 1.). Mézières-en-Santerre Beaucourt-en-Santerre, Démuin, Fresnoy-en-Chaussée, Moreuil, Le Plessier-Rozainvillers és Villers-aux-Érables községekkel határos.

## Népesség
A település népességének változása:
| Lakosok száma | 543  | 578  | 582  | 589  | 577  | 559  | 540  | 533  | 527  |
|               | 2013 | 2015 | 2016 | 2017 | 2018 | 2019 | 2020 | 2021 | 2022 |